# Yakovlev Yak-26
Le Yakovlev Yak-26 est un bombardier tactique soviétique développé en 1956 par Yakovlev.